# Panama i olympiska sommarspelen 1984
Panama deltog i de olympiska sommarspelen 1984 med en trupp bestående av åtta deltagare, men ingen av landets deltagare erövrade någon medalj.

## Brottning
- Saúl Leslie

## Friidrott
- Florencio Aguilar
- Alfonso Pitters

## Fäktning
Damernas florett
- Barbra Higgins